# Sent Sauvaire dels Porcils
Sent Sauvaire e Camriu (en francès Saint-Sauveur-Camprieu) és un municipi francès situat al departament del Gard i a la regió d'Occitània.